# Szolanin
A szolanin (solanin) a burgonyafélékben (Solanaceae) megtalálható mérgező szteránvázas glikoalkaloid neve.

## Előfordulása
Az ebszőlő (csucsor) nemzetség igen sok fajának gyümölcsében, szárában, illetve csírájában előfordul (innen a neve). Koncentrációja függ az érettségi foktól.
Fontosabb, szolanin-tartalmú fajok:
- fekete ebszőlő (Solanum nigrum),
- krumpli Solanum tuberosum,
- keserű csucsor Solanum dulcamara,
- paradicsom Solanum lycopersicum.

A burgonya érett gumói csak 0,002-0,01% szolanint tartalmaznak, ez a mennyiség az emberre és az állatokra veszélytelen. Az éretlen vagy az öreg, kicsírázott gumókban már 0,06% is lehet a mérgező alkaloidból, a csírában pedig ennél egy nagyságrenddel több is, tehát az ilyen burgonya már mérgező lehet. Ebből az okból a burgonyáról a csírákat el kell távolítani a felhasználás előtt, illetve hosszabb tárolás alatt akár többször is. 
Mivel a szolanin főként a felszín közelében koncentrálódik, a zöld héjú vagy kicsírázott gumókat a főzés előtt vastagon meg kell hámozni, és sok vízben kell főzni, hogy a mérgező anyag kioldódjon.
Korábban úgy gondolták, hogy a paradicsom zöld, éretlen bogyójában ugyancsak sok a szolanin, azonban ezt tudományos vizsgálatok nem támasztották alá. Helyette viszont találtak a zöld paradicsomban emberekre nem mérgező rokon vegyületeket, úgy mint tomatin, dehidrotomatin és filotomatin.

## Hatása
Lokálisan a nyálkahártyát izgatja.
Felszívódva a központi idegrendszert megtámadva agyödémát, kómát és görcsöket okoz.